# اقتصاد ایران
اقتصاد ایران یک اقتصاد ترکیبی، شامل یک بخش دولتی بزرگ است که در حدود ۶۰ درصد آن به شیوهٔ متمرکز و دستوری اداره می‌شود. بخش عمده‌ای از صادرات در ایران بر پایهٔ صادرات نفت و گاز است. در سال ۲۰۱۰، این نوع صادرات ۶۰٪ درآمد دولت را تشکیل داده است.
اقتصاد ایران از دید برابری اقتصادی، پس از جنگ ایران و عراق به گونه‌ای تنظیم شد که به شکل‌گیری غول‌های اقتصادی حکومتی و فلج‌سازی مردم و به‌ویژه جوانان تحصیل‌کرده انجامید. بر اساس نظر متداول میان اقتصاددانان، فرصت‌های اقتصادی در ایران برای همهٔ مردم آن، برابر نیستند و شمار بسیاری از «فلج بودن» اقتصاد قشرهای ضعیف و جوان ایرانی خبر داده‌اند. قیمت بالای نفت در سال‌های گذشته به دولت ایران این امکان را داده است تا سالیانه بالغ بر ۹۰ میلیارد دلار آمریکا، ارزآوری داشته باشد. اقتصاد تنها رشد متوسط را به خود دیده است. ناکارآمدی اقتصاد و سرمایه‌گذاری ناکافی داخلی و خارجی باعث افزایش تورم در سال‌های گذشته شده است.
ایران از لحاظ تولید ناخالص داخلی بر پایهٔ برابری قدرت خرید، بیست‌ودومین اقتصاد بزرگ جهان است و بر پایهٔ تولید ناخالص اسمی بر اساس فهرست بانک جهانی، اقتصاد ایران، رتبهٔ ۵۰ را در میان کشورهای جهان دارد.
امّا به نسبت جمعیت، یا همان میزان تولید ناخالص داخلی سرانه (GDP per capita) که از اصلی‌ترین معیارهای توسعه‌یافتگی است، ایران در سال ۲۰۲۰ با سرانهٔ ۲٬۴۲۲ دلار آمریکا در رتبهٔ ۱۵۶ جهان از میان ۲۱۳ کشور مورد بررسی بانک جهانی، جای گرفته است. این در حالی است که قبل از انقلاب ۵۷، ایران با سرانهٔ ۷٬۶۲۲ دلار در جایگاه ۳۶ جهان قرار داشت که این موضوع نشان از افت شدید تولید ناخالص داخلی سرانه و گسترش فقر پس از انقلاب ۵۷ است.
همچنین بنابر گزارشی که مؤسسه کردیت سوئیس منتشر کرده است، میانگین دارایی هر فرد در ایران ۴٬۷۷۹ دلار آمریکا به‌ازای هر بزرگسال بالای ۱۸ سال است که از این لحاظ در میان ۱۷۴ کشور مورد بررسی در سال ۲۰۱۸، در رتبهٔ ۱۱۹ جهان قرار گرفته است.
صندوق بین‌المللی پول در ماه مه ۲۰۱۱ نرخ رشد اقتصادی ایران را صفر درصد پیش‌بینی کرد؛ امّا پس از اعتراض ایران این نرخ رشد را به ۲٫۵ درصد افزایش داد که با این وجود هنوز بسیار کمتر از متوسط نرخ رشد جهانی و منطقه‌ای است. به گزارش صندوق بین‌المللی پول تورم ایران در سال ۲۰۱۱ بالاترین تورم منطقه خاورمیانه و شمال آفریقا و به میزان ۲۲٫۵ درصد پیش‌بینی شده است.
ایران دومین تولیدکنندهٔ خاویار، سومین تولیدکنندهٔ پسته، نخستین تولیدکنندهٔ زعفران، زرشک، فیروزه، میوه‌های شفتی (مثل زردآلو) و فرش دستباف در جهان است. این کشور همچنین دارندهٔ بیشترین ذخایر روی و سرب در جهان و پنجمین دارندهٔ ذخایر مس در جهان به‌شمار می‌رود که این فلزات بیشتر به اشکال خام (مانند کنسانتره و پودرهای معدنی) از ایران صادر می‌شوند. ایران همچنین جزو ده کشور اوّل دنیا از نظر جاذبه‌های گردشگری و جزو پنج کشور اوّل جهان از نظر تنوع گردشگری و جزو سه کشور اوّل جهان از نظر تنوع صنایع دستی است.
ایران همچنین هشتمین تولیدکنندهٔ میوه، پنجمین تولیدکنندهٔ خیار و بادمجان، سومین تولیدکنندهٔ زردآلو و سومین تولیدکنندهٔ بادام و گردو، چهارمین تولیدکنندهٔ سیمان، نهمین تولیدکنندهٔ آهن، هشتمین تولیدکنندهٔ لیموترش، دهمین تولیدکنندهٔ انگور، هشتمین تولیدکنندهٔ مرغ، سومین تولیدکنندهٔ گاز طبیعی، ششمین تولیدکنندهٔ نفت، سومین صادرکنندهٔ نفت، ششمین تولیدکنندهٔ پیاز، سومین تولیدکنندهٔ هندوانه، هفتمین تولیدکنندهٔ گوجه فرنگی، هفتمین تولیدکنندهٔ مرکبات، هفتمین تولیدکنندهٔ پشم سیزدهمین تولیدکنندهٔ آهک دومین تولیدکنندهٔ پرلیت و پنجمین تولیدکنندهٔ باریت در جهان است.
در ۱۶ ژانویه ۲۰۲۰ اندیشکده مؤسسه مالی بین‌المللی، مستقر در واشینگتن، اعلام کرد اقتصاد ایران در سال ۲۰۱۹ مالی (تا پایان ماه مارس) ۴٫۶ درصد کوچک شده بود که پیش‌بینی می‌شود تا پایان سال جاری مالی در ایران (پایان ماه مارس) اقتصاد ایران ۷٫۲ درصد کوچک شود. به گفتهٔ نیک آرنولد اقتصاددان دانشگاه ژنو سوئیس، اگر تورم به همین شکل ادامه پیدا کند، اقتصاد ایران با یک بحران بی‌سابقه مواجه خواهد شد.

## تاریخچه

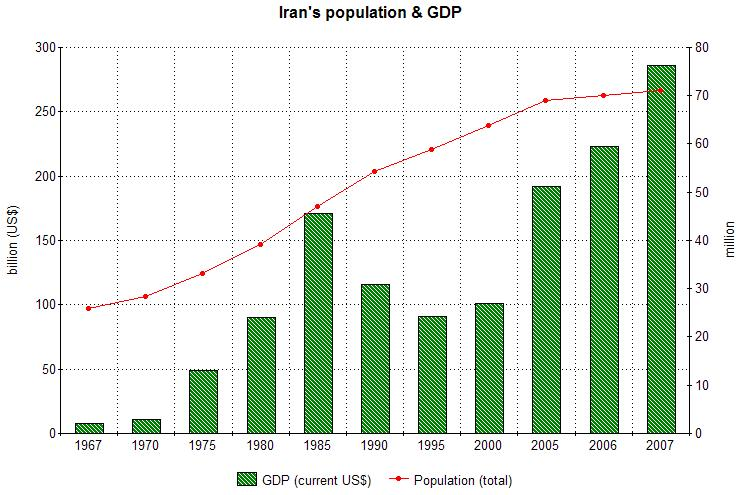
رشد تولید ناخالص داخلی و جمعیت ایران در میان سال‌های ۱۳۴۶ تا ۱۳۸۶

پیش از انقلاب ۵۷، ایران رشد اقتصادی سریعی داشت. در طول دهه ۱۳۵۰ مدرن و صنعتی شدن جامعه ایران که به‌طور سنتی جامعه‌ای کشاورزی بود قابل توجه بود. خروج سرمایه از ایران درست پیش و پس از انقلاب تا سال ۱۳۵۹ حدود ۳۰ تا ۴۰ میلیارد دلار آمریکا بود.
به گفتهٔ برخی پول فراوان نفت به محمدرضا پهلوی اجازه می‌داد که صنایع بزرگی را در خارج بخرد یا در ایران ایجاد کند، امّا این صنایع برای کشور توسعه‌نیافتهٔ ایران استفادهٔ چندانی نداشت. همچنین نابودی کشاورزی در پی اصلاحات ارضی، ایران را به یک کشور مصرفی که برپایهٔ پول نفت اداره می‌شد، تبدیل کرد. در مقابل، بخش خصوصی اقتصاد ایران متشکل از کارآفرینان و صنعتگران مستقل، در طول چند دهه ایران را به صنعتی‌ترین کشور منطقه و بخشی از نظام تولید و صادرات جهانی تبدیل کرد. پس از انقلاب، اتفاق مهم این بود که در جریان مصادره‌های اوایل انقلاب، بخش مهمی از اقتصاد خصوصی ایران که در طول چند دهه پا گرفته بود، به نفع دولت و بنیاد مستضعفان به‌عنوان یک نهاد شبه‌دولتی مصادره شد. این بنیادها بخش فرادولتی اقتصاد ایران را شکل دادند که مستقیماً زیر نظر ولی فقیه اداره می‌شوند و از نظر چگونگی مدیریت و صرف بودجه و حقوق و انتصاب مدیران به دولت‌ها و دیگر نهادهای نظارتی پاسخگو نیستند ولی از کلیه مزایای شرکت‌های دولتی اعم از اخذ بودجه و زمین استفاده می‌کنند. با مصادرهٔ کارخانه‌ها و واحدهای صنعتی در ماه‌های پس از انقلاب، اقتصاد ایران وارد دوران تازه‌ای شد که در آن بخش اساسی اقتصاد یعنی صنعت و تولید در اختیار دولت (حکومت) قرار گرفت. «ناکارآمدی» و «فساد» ویژگی اصلی این دوره از اقتصاد ایران است. تعداد زیادی از کارخانجات و صنایعی که پیش از انقلاب به‌وجود آمده بودند، در این سال‌ها یکی پس از دیگری ورشکسته و تعطیل شدند.
جمعیت ایران در مدّت زمان بیست سال بیش از دو برابر شد و هم‌زمان با افزایش جمعیت جوان، اگرچه بخش بزرگی از جمعیت از سال ۱۳۴۰ در بخش کشاورزی فعال بودند، امّا ایران واردکنندهٔ عمدهٔ مواد غذایی بود. مشکلات اقتصادی باعث مهاجرت مردم از حومه به شهرها گردید.
پس از پایان جنگ ایران و عراق، دولت ایران سعی در توسعهٔ ارتباطات، ترابری، تولیدات، مراقبت‌های پزشکی، آموزش و صنعت انرژی (از جمله آینده‌نگری دربارهٔ قدرت هسته‌ای خود) و همچنین یکپارچه‌سازی ارتباطات و زیرساخت‌های ترابری با کشورهای همسایه کرد. در طول جنگ با عراق، حدود ۳۰۰ هزار نفر از ایرانیان کشته و حدود ۵۰۰ هزار نفر دیگر مجروح شدند. گفته می‌شود که این رویداد، خسارتی در حدود ۵۰۰ میلیارد دلار آمریکا بر اقتصاد ایران تحمیل کرد.
رئیس اتاق بازرگانی ایران در اوایل سال ۱۴۰۰ گفت که با وجود همهٔ پتانسیل‌ها سهم اقتصاد ایران از اقتصاد جهانی نسبت به ۴۰ سال پیش از این تاریخ، نصف شده است.

در مقدمهٔ قانون اساسی جمهوری اسلامی ایران، اقتصاد به صورت زیر بیان شده است:
اقتصاد وسیله است نه هدف. در تحکیم بنیادهای اقتصادی، اصل، رفع نیازهای انسان در جریان رشد و تکامل اوست نه همچون دیگر نظام‌های اقتصادی تمرکز و تکاثر ثروت و سودجویی، زیرا که در مکاتب مادی، اقتصاد خود هدف است و بدین جهت در مراحل رشد، اقتصاد عامل تخریب و فساد و تباهی می‌شود؛ ولی در اسلام اقتصاد وسیله است و از وسیله انتظاری جز کارایی بهتر در راه وصول به هدف نمی‌توان داشت. با این دیدگاه برنامهٔ اقتصادی اسلامی فراهم کردن زمینهٔ مناسب برای بروز خلاقیت‌های متفاوت انسانی است و بدین جهت تأمین امکانات مساوی و متناسب و ایجاد کار برای همهٔ افراد و رفع نیازهای ضروری جهت استمرار حرکت تکاملی او برعهدهٔ حکومت اسلامی است.
به گفتهٔ سعید ارجمند، روح‌الله خمینی در ۲۴ اوت ۱۹۷۹ می‌گفت: «اقتصاد مال خر است. مردم ما برای اسلام انقلاب کرده‌اند نه خربزه.»
خمینی حتی پیش از انقلاب و در دهه چهل خورشیدی و همزمان با ایراد سخنرانی‌ها و مصاحبه‌هایش بر بی‌اهمیت بودن و حتی زیانبار بودن فعالیت‌های اقتصادی حکومت پهلوی تأکید می‌کرد و مخالفت‌های علنی‌اش را به‌ویژه پس از تصویب قوانین انقلاب سفید شاه که بخش بزرگی از آن را اصلاحات اقتصادی تشکیل می‌داد، ابراز کرد. او در ماه‌های پیش از انقلاب ۵۷، از همان موضوع اقتصاد که قبل و پس از آن دوران با آن مخالف بود، برای تحریک مردم استفاده کرد و بارها از تجمع ثروت توسط سرمایه‌داران و محرومیت مستضعفان سخن گفت و حتی پس از ورود به ایران در همان سخنرانی معروف بهشت زهرا که می‌خواست دولت تعیین کند و تو دهن دولت وقت بزند، با وعده آب و برق و مسکن مجانی، پرداخت پول نفت به مردم و برچیدن یا کاهش مالیات و… مردم ایران را به جایگزینی پدیده‌ای نامعلوم به جای اقتصاد بشارت می‌داد. خمینی در یک سخنرانی مشهور برای کارکنان رادیو دولتی ایران (۱۸ شهریور ۱۳۵۸) آنچه را سال‌ها به اشکال گوناگون بر زبان آورده بود، با یک جمله کامل کرد: «اقتصاد مال خر است!»

او در این سخنرانی با تأکید بر وعده‌های قبلی مبنی بر رایگان کردن آب و برق، مسکن، اتوبوس و… گفت:
من نمی‌توانم تصور کنم، هیچ عاقلی نمی‌تواند تصور کند که بگویند ما خون‌هایمان را دادیم که خربزه ارزان بشود، ما جوان‌هایمان را دادیم که خانه ارزان بشود. این منطق باطلی است که شاید کسانی انداخته باشند، مغرض‌ها انداخته باشند توی دهن‌های مردم که بگویند ما خون دادیم که مثلاً کشاورزی‌مان چه بشود. آدم خودش را به کشتن نمی‌دهد که کشاورزی‌اش چه بشود. همه دیدید که تمام قشرها، خانم‌ها ریختند توی خیابان‌ها، جوان‌ها ریختند توی خیابان‌ها، در پشت‌بام‌ها، در کوچه و برزن و همه‌جا، فریادشان این بود که اسلام می‌خواهیم. برای اسلام است که انسان می‌تواند جانش را بدهد، اولیا ما هم برای اسلام جان دادند نه برای اقتصاد، اقتصاد قابل این نیست. آن‌هایی که دم از اقتصاد می‌زنند و زیربنای همه چیز را اقتصاد می‌دانند از باب اینکه انسان را نمی‌دانند یعنی چه، خیال می‌کنند انسان یک حیوانی است که همان خورد و خوراک است. منتها خورد و خوراک این حیوان با حیوانات دیگر یک فرقی دارد. این چلوکباب می‌خورد، او کاه می‌خورد؛ امّا هر دو حیوان‌اند، این‌هایی که زیربنای همه چیز را اقتصاد می‌دانند، این‌ها انسان را حیوان می‌دانند. حیوان هم همه چیزش فدای اقتصادش است، زیربنای همه چیزش. الاغ هم زیربنای همه چیزش اقتصادش است.
این گفتهٔ خمینی را می‌توان نماد و نشانه‌ای گویا از وضعیت اقتصاد ایران در سال‌های اوّل بعد از انقلاب در نظر گرفت؛ زمانی که هرج و مرج انقلابی به تئوری‌هایی گره خورده بود که معجون خام و جا نیفتادهٔ سوسیالیسم و فقه اسلامی بودند.

## ایجاد بخش فرادولتی در اقتصاد ایران
بخش فرادولتی یا نهادهای شبه‌دولتی نوع جدیدی از اقتصاد است که پس از انقلاب ۵۷ به سیستم اقتصادی ایران اضافه شد. پس از انقلاب ۵۷، اموال ۵۳ صنعتگر و بانکدار ایرانی که در دورهٔ شاه نوعی الیگارشی را در اقتصاد ایران شکل داده بودند، مصادره شد و تحت کنترل روحانیت حاکم قرار گرفت. این اموال به بنیادها سپرده شدند که دستگاهی مستقل و زیرنظر شخص ولی فقیه هستند. این نهادها به دولت‌ها پاسخگو نیستند، از نظر نحوهٔ مدیریت و حقوق مدیران و انتخاب آن‌ها با دولت‌ها همکاری نمی‌کنند و این وضعیت، فرایند بودجه و برنامه‌ریزی اقتصادی را دچار اختلال می‌کند. در ابتدا دو نهاد در این زمینه نقش پررنگی ایفا می‌کردند: نخست بنیاد مستضعفان و دوم تولیت آستان قدس رضوی؛ امّا به‌تدریج نهادهای دیگری هم به آن‌ها افزوده شدند. کمیته‌های دیگری نیز بودند که باید به مستضعفان و مستمندان رسیدگی می‌کردند. عملکرد این نهادها با ایجاد سازمان اقتصادی وابسته به سپاه، بنیاد تعاون سپاه و قرارگاه خاتم‌الانبیاء گسترش یافت. برای مثال، این نهادها توانستند ادارهٔ خدمات بازنشستگی اعضای سپاه یا ارائهٔ خدمات اجتماعی به خانوادهٔ شهدا را برعهده گیرند و یک نظام خدمات اجتماعی دیگر به‌وجود آمد؛ نظام دولتی که بیمه‌ها و تأمین اجتماعی را شامل می‌شود و نظام موازی‌ای که حول این نهادها شکل گرفت. پس از جنگ، بسیاری از ماتَرَک افرادی که از مناطق جنگ‌زده به شهرستان‌ها یا خارج از کشور رفتند، رها شد. اموال بسیاری از اقلیت‌ها همچون بهائیان نیز تحت همین عنوان مصادره شد. خمینی در سال‌های پایانی عمر خود، دستوری برای تشکیل ستادهای هیئت اجرایی امام صادر کرد. نقش هیئت‌های اجرایی این بود که این اموال را تحت نظارت ولی فقیه درآورند و کنترل کنند. این روند قرار بود در ابتدا بیش از دو ماه طول نکشد و افراد معدودی برای آن انتخاب شدند، امّا به مرور زمان این ستادها بسیار بزرگ شدند و تا امروز نیز وجود دارند. به این ترتیب، دومین دور مصادره‌ها نیز انجام شد. این نهادهای فرادولتی از قانون به‌طور کامل تبعیت نمی‌کنند. در واقع، آن‌ها نهادهایی شترمرغی‌اند؛ به این معنا که خصوصی نیستند؛ زیرا مدعی‌اند کار خیریه، عام‌المنفعه و مبتنی بر قسط اسلامی می‌کنند، دولتی هم نیستند؛ زیرا از نظارت دولت و مجلس خارج‌اند و به شخص ولی فقیه پاسخ می‌دهند، مذهبی هم نیستند؛ زیرا از روحانیت و مراجع مذهبی نیز تبعیت نمی‌کنند. آن‌ها بخش خصوصی را از این زاویه دچار اخلال می‌کنند که بنگاه‌های زیر نظارت‌شان از قوانین بخش خصوصی که مبتنی است بر سود (و نه داشتن یارانه یا ارز ترجیحی) تبعیت نمی‌کنند. اساس این دستگاه‌های فرادولتی این است که زیرمجموعه‌هایشان از تمام مزایای مرتبط با معافیت مالیاتی برخوردارند؛ از امتیازات ویژهٔ گمرکی در ورود اجناس برخوردارند؛ از اعتبارات ویژهٔ بانکی برخوردارند؛ از ارز ترجیحی دولتی استفاده می‌کنند و نیز در زمینهٔ زمین، شانس استفاده از زمین‌های رایگان را دارند. شفافیتی در کار نیست که بتوان نشان داد برای نمونه چند شرکت زیرنظر بنیاد فعالیت می‌کند؛ سود و زیان این شرکت‌ها به چه شکل است یا بیلان کاری آن‌ها چگونه است. بسیاری از این شرکت‌ها زیان‌ده هستند؛ امّا حفظ می‌شوند، چون می‌توانند عاملی باشند برای بهره‌مندی از زمین رایگان، اعتبارات بانکی، ارز ترجیحی یا عاملی باشند برای استخدام؛ مثلاً استخدام سپاهیانی که به سن بازنشستگی رسیده‌اند. این نظام‌های موازی در واقع وسایل تجدید تولید اقتدار و نیز ابزاری برای رقابت بین جناحی‌اند. آن‌ها از یک سو به سودبخش خصوصی نیستند و از سوی دیگر، به سودبخش دولتی نیز نیستند؛ چون اساساً بر مبنای مفهوم امت شکل گرفته‌اند و نه شهروند، خدمات اجتماعی به‌شمار نمی‌آیند و بدین ترتیب مانع کار دولت و خدمات اجتماعی آن نیز شده‌اند.
این گفتهٔ هاشمی رفسنجانی در سال ۱۳۶۳ رویکرد نظام اقتصادی در ایران را نشان می‌دهد: «نباید سرمایه‌های هنگفت در اختیار بخش خصوصی قرار گیرد که اهرمی علیه دولت (حکومت) داشته باشند.»

## تولید ناخالص داخلی
بنابر گزارش بانک جهانی روند تولید ناخالص داخلی از سال ۱۹۶۰ تا ۲۰۲۰ برحسب میلیارد دلار به‌صورت زیر است، برای سال‌های ۱۹۹۰ و ۱۹۹۱ مقداری در داده‌های بانک جهانی گزارش نشده است.
بر اساس گزارش سالیانهٔ اوپک در سال ۲۰۰۷، رشد تولید ناخالص داخلی (GDP) در ایران در سال ۲۰۰۶، ۴٫۹ و در سال ۲۰۰۷، ۵٫۴ درصد بوده است که در هردو سال کمتر از میانگین کشورهای عضو این سازمان (به ترتیب ۵٫۸ و ۶ درصد) بوده است.
بر اساس آمار بانک جهانی در سال ۲۰۰۸، رشد تولید ناخاص داخلی در ایران ۷٫۸ درصد بوده است. در سال ۲۰۰۸ میلادی، تولید ناخالص داخلی ایران از لحاظ برابری قدرت خرید (Power Purchasing Parity) در حدود ۸۴۱٫۷ میلیارد دلار بوده، که اقتصاد این کشور را در رده شانزدهم جهانی پس از استرالیا و بالاتر از کشورهای هلند، سوئد و بلژیک قرار می‌داد.
اما تولید ناخالص داخلی ایران بر مبنای نرخ ارز (Exchange Rate) در سال ۲۰۰۹ در حدود ۳۸۲٫۳ میلیارد دلار بود که این کشور را در ردهٔ ۲۹ جهان قرار می‌داد. همچنین ایران برمبنای میزان تولید ناخالص ملی سرانه (GDP per capita) که از اصلی‌ترین معیارهای توسعه‌یافتگی است، در سال ۲۰۲۱ با سرانهٔ ۱۳٬۱۱۶ دلار آمریکا در رتبه ۱۲۱ جهان از میان ۱۹۹ کشور مورد بررسی بانک جهانی، جای گرفته است.

### افت شدید
تولید ناخالص داخلی ایران در دوره ۳ ساله تشدید تحریم‌ها علیه ایران (سال‌های ۲۰۱۱ تا ۲۰۱۴) ۱۶۰ میلیارد دلار آمریکا کاهش یافت و ایران در رده‌بندی اقتصادهای بزرگ جهان طی این مدت ۷ پله نزول کرد. بر این اساس تولید ناخالص داخلی ایران طی دوره سه ساله ۲۰۱۱ تا ۲۰۱۴ با افت ۲۸ درصدی مواجه شد. ایران که در سال ۲۰۱۱ در رتبه ۲۱ بزرگ‌ترین اقتصادهای جهان قرار داشت در سال ۲۰۱۴ به جایگاه ۲۸ نزول داشته است. پیش از تشدید تحریم‌ها یعنی در سال ۲۰۱۱ تولید ناخالص داخلی ایران ۵۷۶ میلیارد دلار آمریکا برآورد شده بود که با تشدید تحریم‌ها این رقم در سال پس از آن به ۵۵۷ میلیارد دلار کاهش یافت. روند نزولی تولید ناخالص داخلی ایران در سال‌های ۲۰۱۳ و ۲۰۱۴ نیز ادامه یافت و رقم تولید ناخالص داخلی ایران در این سال‌ها به ترتیب به ۴۹۳ میلیارد دلار و ۴۱۵ میلیارد دلار رسید. در عین حال تحریم‌ها تنها عامل کاهش تولید ناخالص داخلی نبوده است بلکه افت شدید قیمت نفت نیز به ویژه در سال ۲۰۱۴ به این روند دامن زده است.
تقسیم‌بندی بخش‌های اقتصاد ایران در سال ۲۰۰۲

### ۱۳۹۸
- گزارش بانک جهانی در ژوئن ۲۰۱۹ (خرداد ۱۳۹۸) رشد اقتصادی در ایران را منفی ۴٫۵ درصد پیش‌بینی کرده است. در حالی که در ژانویه ۲۰۱۹ منفی ۳٫۶ پیش‌بینی شده بود.[۱۰۱][۱۰۲]
- بانک جهانی روز پنج‌شنبه ۱۹ دی اعلام کرد، تولید ناخالص داخلی ایران در سال ۲۰۱۹ نسبت به سال ۲۰۱۸ حدود ۸٫۷ درصد کاهش یافته است. بر اساس ارزیابی بانک جهانی، در ۲۰۲۰ میلادی رشد اقتصادی ایران صفر درصد خواهد بود. صندوق بین‌المللی پول در مهر ماه، رشد اقتصادی ایران در سال ۲۰۱۹ را منفی ۹٫۵ درصد ارزیابی کرده بود.[۱۰۳]

## بازرگانی

### صادرات
| سال  | درآمد نفتی ایران (میلیارد دلار) |
| ---- | ------------------------------- |
| ۲۰۰۶ | ۵۷٫۶۱۹                          |
| ۲۰۰۷ | ۶۶٫۲۱۴                          |
| ۲۰۰۸ | ۸۷٫۰۵۰                          |
| ۲۰۰۹ | ۵۶٫۳۴۲                          |
| ۲۰۱۰ | ۷۱٫۵۷۱                          |

ایران در سال ۲۰۰۷ میلادی، مجموعاً ۸۳ میلیارد دلار آمریکا صادرات داشته است.
محمود احمدی‌نژاد در روز صنعت و معدن در جمع صنعتگران کشور اظهار داشت: ۴ سال پیش هم قطعنامه‌های متعددی علیه ایران صادر شد. صادرات صنعتی در آن زمان ۶ میلیارد دلار بود به رغم وجود همه مشکلات اقتصادی اکنون صادرات صنعتی ما به حجم ۱۸ میلیارد دلار رسیده است؛ و همچنین اعلام کرد که تا سال ۱۳۹۲ صادرات ایران در بخش صنعتی به بیش از ۶۰ میلیارد دلار خواهد رسید.
اتحادیه تولیدکنندگان کاشی و سرامیک پاکستان به دفتر درآمدهای فدرال اعلام کرده است که بر اساس اسناد گمرکی‌شان، هر ماه حجم قابل توجهی کاشی و سرامیک ایرانی وارد پاکستان می‌شود، و حجم بسیار بیشتری از سرامیک‌های ایرانی نیز به صورت قاچاق و بدون مجوز وارد پاکستان می‌گردد، این اتحادیه به دفتر درآمدهای فدرال پاکستان اعلام کرده است که، واردکنندگان در ماه مارس ۲۰۱۴، بیش از ۳٫۲ میلیون متر مربع کاشی و سرامیک از ایران وارد کردند، که بیشترین میزان واردات کاشی و سرامیک به پاکستان از یک کشور بوده است.
بازرگانان ایرانی، کاشی و سرامیک را با قیمتی تا «۳۵ درصد ارزان‌تر از کاشی و سرامیک تولید پاکستان»، عرضه می‌کنند و بر اساس اعلام اتحادیه تولیدکنندگان کاشی و سرامیک پاکستان، شماری از واحدهای تولید کاشی و سرامیک پاکستان تعطیل شده‌اند و برخی‌دیگر نیز به همین دلیل در آستانه تعطیلی قرار گرفته‌اند.
در تاریخ ۲۴ ژانویه ۲۰۲۰ اعلام شد تجارت ایران و چین افت چشمگیری در سال ۲۰۱۹ داشته است، به‌طوری که صادرات ایران به چین بیش از ۳۶ درصد کاهش داشته و به ۱۳ میلیارد و ۴۳۴ میلیون دلار افت کرد و صادرات چین به ایران نیز با کاهش حدود ۳۱ درصدی به ۹ میلیارد و ۵۹۰ میلیون دلار رسید.
مرکز آمار ترکیه، صادرات این کشور به ایران در ۱۱ ماهه ۲۰۱۹ به ۲٫۱ میلیارد دلار رسید که نسبت به دور مشابه سال ۲۰۱۸ حدود ۲۰۰ میلیون دلار کاهش نشان می‌دهد. همین مرکز اعلام کرد واردات ۱۱ ماهه این کشور از ایران در سال ۲۰۱۹ را نزدیک ۳٫۲ میلیارد دلار عنوان کرده است. این رقم در دور مشابه سال ۲۰۱۸ حدود ۶٫۵ میلیارد دلار بود.

### واردات
ارزش دلاری واردات ایران در سال ۱۳۹۷ برابر با ۴۱٬۲۳۶٬۱۶۸٬۴۴۶ دلار آمریکا بوده که این مقدار در مقایسه با سال ۱۳۹۶ کاهش چشم‌گیری داشته است.
بیشترین ارزش دلاری واردات در طی سال‌های ۱۳۸۸ تا ۱۳۹۷، متعلق به سال ۱۳۹۰ با ارزش ۵۷٬۴۸۷٬۵۴۶٬۳۴۶ دلار بوده است.
بیشترین ارزش دلاری کالاهای وارد شده به کشور ایران در طی سال ۱۳۹۷ به ترتیب مربوط به کشورهای چین، امارات متحده عربی، هند، جمهوری کره و سوئیس بوده است.
در طی سال‌های ۱۳۸۸ تا ۱۳۹۷، کمترین میزان ارزش دلاری واردات متعلق به سال ۱۳۸۹ با ارزش ۲۳٬۹۶۷٬۰۹۸٬۳۵۲ دلار واردات، بوده است.
بر اساس اطلاعات منتشر شده توسط اداره گمرک تا مارس سال ۲۰۲۰ میلادی، تجارت خارجی ایران به ۷۸ میلیارد دلار رسیده بوده است که ۴۰ میلیارد دلار از آن، به وزن ۳۲ میلیون تن، متعلق به واردات است.
طی ۷ ماه اول سال ۱۳۹۹، کشورهای عمده طرف معامله واردات به ترتیب شامل چین با پنج میلیارد و ۱۰۰ میلیون دلار، امارات متحده عربی با چهار میلیارد و ۷۰۰ میلیون دلار، ترکیه ۲ میلیارد و ۲۰۰ میلیون دلار، هند با یک میلیارد و ۲۰۰ میلیون دلار و آلمان قریب به یک میلیارد دلار بودند.
گمرک اعلام کرده است که بازرگانی خارجی ایران با مجموعه کشورهای عضو اکو در ۸ ماه اول سال ۱۳۹۹ بالغ بر ۲٬۸۱۷٬۳۱۳٬۴۵۱ دلار و معادل ۳ میلیون و ۴۸۱ هزار و ۳۰۴ تن کالا بوده است.
از جمله کالاهای وارداتی ایران از کشورهای عضو اکو عبارتند از مواد اولیه تولید، نخ، پنبه، جو، دانه کتان، عدس، لوبیا، تجهیزات پزشکی، مواد اولیه صنعتی، انواع اسید، تجهیزات صنعتی و ماشین‌آلات کشاورزی.
تغییرات قیمت کالاهای وارداتی از عوامل تعیین‌کننده و تأثیرگذار بر میزان مبادلات خارجی میان کشورها هستند. با در نظر گرفتن سال ۱۳۹۵ به‌عنوان سال پایه، روشن می‌شود که تغییرات میانگین شاخص قیمت دلاری کالاهای وارداتی در چهار فصل منتهی به تابستان ۱۳۹۹، برابر با ۳۶٫۴ درصد بوده است.
این میزان در مقایسه با تورم سالانهٔ بهار ۱۳۹۹ (برابر با ۳۳٫۲ درصد) حدود ۳٫۳ واحد درصد افزایش داشته است.
همچنین تغییرات شاخص قیمت دلاری کالاهای وارداتی در تابستان ۱۳۹۹ نسبت به فصل مشابه سال پیش ۴۴٫۱ درصد است که در مقایسه با تورم نقطه به نقطه بهار سال ۱۳۹۹ (برابر با ۳۷٫۲ درصد) حدود ۶٫۹ واحد درصد افزایش داشته است.

## خام‌فروشی و ابرشرکت‌ستیزی
بسیاری از صنایع ایران در سال‌های گذشته با کمبود مواد خام مانند سنگ آهن، فراورده‌های نفتی، فراورده‌های پتروشیمی، گندله و زغال‌سنگ مواجه شده‌اند که از صادرات خام آنان حکایت دارد؛ و از دلایل آن می‌توان به موارد زیر اشاره کرد:
1. نبود تعرفه‌های صادراتی و وارداتی متناسب با میزان ارزش افزوده آن محصول یا ماده؛ بدین صورت که در بیشتر کشورهای توسعه‌یافته، برای جلوگیری از خام‌فروشی و هدایت نقدینگی به سمت صنایع با ارزش افزوده بیشتر، تعرفهٔ صادرات هر ماده یا محصول از رابطه مستقیم با حجم و جرم آن محصول نسبت به ارزش یا ارزش افزوده آن و تعرفهٔ واردات به‌شکل معکوس آن حاصل می‌گردد؛ یعنی هرچه جرم و حجم محصولی نسبت به ارزش آن بیشتر باشد؛ مالیات بیشتری بر صادرات آن و مالیات کمی بر واردات آن وضع می‌گردد.[۱۱۹][۱۲۰]
2. عدم اصلاح ساختاری در شرکت‌های داخلی برای تبدیل آنان به ابرشرکت، پیش از واگذاری آنان به بخش خصوصی یا شبه‌دولتی؛ به‌طور مثال دولت بسیاری از کشورها پیش از واگذاری شرکت‌های فولادسازی، همه سهام معدن سنگ‌آهن و معدن زغال‌سنگی که پیش‌تر تأمین‌کننده مواد خام فولادساز مربوط بوده را همراه با کنسانتره‌سازی معادن موردنظر، به شرکت‌های فولاد واگذار می‌کنند؛ در حالی‌که در ایران معادن و صنایع فولادی به‌طور جداگانه واگذار گردیدند که همین امر موجب گردید که فولادسازان همواره جهت تأمین سرمایه در گردش موردنیاز برای خرید مواد خام خود، اقدام به گرفتن وام از بانک‌ها کنند که خود منجر به بدهکاری فولادسازان، افزایش نقدینگی در جامعه و تورم در اقتصاد ایران گشته است. همچنین در صنایع خودروسازی ایران نیز بسیاری از شرکت‌های قطعه‌سازی زیرمجموعهٔ خودروسازان، تحت عناوینی مانند فروش اموال مازاد از شرکت مادر جدا گردیدند که بجز تأثیرات تورمی منجر به ایجاد توافقات خرید قطعه میان دو شرکت و بالطبع فاکتورسازی و فسادهای مربوط مانند ایجاد کرسی‌های جدید هیئت‌مدیره در این شرکت‌های مستقل، جهت ایجاد شغل‌هایی تنها با هدف دریافت حقوق برای کارگزاران نظام و وابستگان آنان گردیده است. در آغاز دههٔ ۶۰، دو شرکت صنایع آذرآب و ماشین‌سازی اراک نیز که پیش‌تر یک شرکت واحد بودند، به دو شرکت مجزا بدل شدند. همچنین در صنایع نفت از آغاز دههٔ ۸۰ پتروشیمی‌ها و پالایشگاه‌ها نخست از زیرمجموعهٔ شرکت ملی نفت ایران خارج‌شده سپس به‌صورت ادغام‌نشده و به‌طور جداگانه واگذار گردیدند. این معضل در ایران به تفکر جزیره‌ای معروف شده است.[۱۲۱][۱۲۲]

## تک‌نرخی کردن ارز و چالش‌های اقتصاد ایران
تک‌نرخی شدن ارز یکی از عوامل جلوگیری از مفاسد و رانت خواری است. با اقدامات انجام شده از سال ۶۸، در فروردین ۷۲ برای نخستین بار ارز در اقتصاد ایران تک‌نرخی شد که هفت ماه تداوم یافت. در سال ۸۹ به دلیل تورم زاید و رشد نقدینگی باز هم فاصله میان نرخ ارز دولتی و ارز آزاد ایجاد شد و باز هم شاهد ارز دونرخی و در نتیجه گسترش رانت بود. در سال ۹۳ هدف اعلام شده از سوی رئیس بانک مرکزی و وزیر اقتصاد تک‌نرخی شدن ارز در بازار آزاد و بانک‌ها از ابتدای پاییز ۱۳۹۳ بود. با این حال خیلی زود و با جهش قیمت دلار با معرفی دلار ۴۲۰۰ تومانی کشور مجدد به شرایط چند نرخی بودن ارز بازگشت.

## میزان حقوق‌های پرداختی از جانب دولت در اقتصاد ایران
بر اساس گزارشی در اردیبهشت ۱۳۹۷، دولت برای کارمندانش سالانه حدود ۸۲ هزار میلیارد تومان حقوق پرداخت می‌کند، البته حقوق‌های پرداختی به همین شمار خلاصه نمی‌شود و اگر بازنشستگان و مستمری‌بگیران، کارمندان نهادهای غیردولتی که از دولت حقوق می‌گیرند، نظامی‌ها و… را به این جمع اضافه کنیم، دولت درمجموع به حدود ۸٬۵ میلیون نفر حقوق می‌دهد که این شمار حدود ۳۵ درصد شاغلان ایران هستند.[۱۳۹]
صندوق جهانی پول اعلام کر ده است ایران حدود یک‌چهارم هزینه‌هایش را صرف پرداخت حقوق به کارمندانش می‌کند که این رقم بیشتر از میانگین جهانی است. در سال ۱۳۸۰، کارکنان تابع قانون خدمات کشوری و سایر مقررات استخدامی، ازنظر تحصیلات: ۲۰ درصد پایین‌تر از دیپلم، ۲۹ درصد دیپلم، ۲۱ درصد فوق‌دیپلم، ۲۷ درصد لیسانس، ۲ درصد فوق‌لیسانس و ۱٬۶ درصد دکترا بوده‌اند که در سال ۱۳۹۵، به ۵ درصد زیر دیپلم، ۱۷ درصد دیپلم، ۱۵ درصد فوق‌دیپلم، ۵۰ درصد لیسانس، حدود ۱۰ درصد فوق‌لیسانس و ۴ درصد دکترا تغییر یافته است.
یک چهارم هزینه‌های ایران صرف پرداخت حقوق به کارمندان می‌شود؛ این گزارشی است که صندوق جهانی پول اعلام کر ده است. بر اساس این گزارش، ایرانی‌ها بیشتر از کشورهای در حال توسعه، پولشان را صرف حقوق کارمندان دولت می‌کنند.
بر اساس گزارشی در اردیبهشت ۱۳۹۷، میانگین حقوق کارمندان دولت حدود ۲ میلیون و ۹۴۰ هزار تومان است. اگر این رقم را در ۱۲ ماه سال ضرب کنیم، عددی که برای پرداخت سالیانه به کارمندان دولت به‌دست می‌آید، رقمی نزدیک به هشتاد و دو هزار و پانصد و نود میلیارد تومان است. البته این عدد بزرگ حقوق و دستمزد دولتی‌ها به همین رقم خلاصه نمی‌شود و دولت به حدود ۶ میلیون و ۲۰۰ هزار نفر دیگر حقوق پرداخت می‌کند. آن‌ها کارکنان نیروهای نظامی، بازنشسته‌ها و مستمری‌بگیران، کارکنان نهادهای غیردولتی و شهرداری‌ها هستند که سهمی از بودجه را سالانه دریافت می‌کنند.[۱۴۲]
علی لاریجانی، رئیس سابق مجلس گفته است که از بیست و پنج هزار نیروی فعال در صداوسیما دوازده هزار نفر آن مازادند.
نیروهای مازاد به گفته لاریجانی «۹۰ درصد بودجه جاری کشور را جذب خودکرده و فضای تنفسی برای کارهای دیگر نمی‌گذارند». وزارت نیرو هم اعلام کر ده است که ۲۵ هزار و ۷۰۰ نیروی مازاد در وزارت نیرو وجود دارد.

## تورم
نرخ تورم در سال ۱۳۹۷ در ۵ سال پیش از آن در ایران به بالاترین سطح رسید. طبق گزارشی از شاخص قیمت مصرف‌کنندگان، نرخ تورم به بیش از ۲۰۰ درصد در پایان اسفند ۱۳۹۷ رسیده است.[۱۳۸]

### ریشه‌های تورم در اقتصاد ایران
رشد مداوم نقدینگی، سیاست خارجی تنش‌آمیز و ستیزه‌جویانه، اقتصاد بسته و دولتی، فساد گستردهٔ اداری و اقتصادی، تحریم‌های بین‌المللی، پیروی از سیاست‌های سرکوب بازار، قیمت‌گذاری دستوری، عدم استقلال بانک مرکزی، رانت و عدم شفافیت اقتصادی، دخالت نظامیان در اقتصاد، نبود برنامه‌ریزی منسجم اقتصادی، بزرگ بودن بیش از حد دولت، اختصاص بودجه به مؤسسات و نهادهای ناکارآمد و غیرضروری، یارانه‌های گسترده و از بین رفتن اعتماد عمومی از مهم‌ترین دلایل تورم فزاینده و کاهش ارزش پول ملّی در اقتصاد ایران دانسته شده است.

## حذف صفر از پول ملی
با سقوط ریال از زمان انقلاب ۵۷، ارزش آن روند نزولی داشته، رئیس بانک مرکزی و مقامات ایران اعلام کردند که قرار است صرفاً به جهت سهولت در محاسبات مالی و آماری، چند صفر از پول ملی ایران حذف شود تا ارزش ظاهری پول جمهوری اسلامی ایران در مقابل سایر ارزها متعادل‌تر به نظر آید. اگرچه زمان دقیقی برای اجرای این طرح رسماً اعلام نشده اما گمانه‌زنی‌ها حاکی از آن بود که تا پیش از سال ۱۴۰۰ اتفاق خواهد افتاد. ممکن است واحد پولی جدید ایران، «تومان» نامگذاری شود که در کنار آن زیر پول «قران» نیز وجود خواهد داشت.

## هدفمندسازی یارانه‌ها
هدفمندسازی یارانه‌ها در ایران به فرایند حذف تدریجی یارانه‌ها از مواد سوختی، مواد خوراکی، آب، برق و سایر اقلام در ایران گفته می‌شود که بخشی از این یارانه‌های حذف شده (۶۰ درصد در سال ۱۳۹۰) به صورت نقدی به مردم پرداخت می‌شود و سایر درآمد این کار صرف کارهای عمرانی و فرهنگی می‌شود. این کار در اواخر دههٔ ۱۳۸۰ به اجرا گذاشته شد و بخش عمدهٔ آن در دههٔ ۱۳۹۰ انجام شد.[۱۳۷]

## مطالبات ایران از کشورها
کشورهای بدهکار به ایران سه دسته تقسیم می‌شوند:
- گروه اول: کشورهای سودان و اردن که بدهی آن‌ها به پیش از انقلاب بر می‌گردد.
- گروه دوم: کشورهایی که بدهی آن‌ها به بیش از ۲۰ سال پیش بازمی‌گردد. در این گروه نام کشورهایی مانند تانزانیا، نیکاراگوئه و کره شمالی دیده می‌شود.
- گروه سوم: در این گروه کشورهایی مانند چین، هند، ژاپن و کره جنوبی قرار دارند که بدهی آن‌ها در سال‌های گذشته شکل گرفته و عمده مطالبات ایران مربوط به آن‌ها است.[۱۳۲]

## رتبه در زمینه فساد
مطابق آمار سازمان شفافیت بین‌المللی، رده ایران در جدول فساد اداری و مالی، در سال ۲۰۱۵ صد و سی‌ام بوده. ایران از این لحاظ با کشورهایی چون اوکراین، کامرون، نپال، نیکاراگوئه و پاراگوئه در یک ردیف قرار گرفت.

## رتبه جهانی سعادت
«گزارش جهانی سعادت» در سال ۲۰۱۹، سه‌شنبه ۱۹ مارس منتشر شد. بر اساس این گزارش ایران در رتبه ۱۱۷ کشور قرار گرفت که نسبت به سال ۲۰۱۸، ۱۱ رتبه تنزل داشته است.
کشورهای فنلاند، دانمارک، نروژ، ایسلند، هلند، سوئیس، سوئد، نیوزیلند، کانادا و اتریش به ترتیب در رتبه‌های ۱ تا ۱۰ قرار دارند.

## اقتصاد ایران و توسعه پایدار
بر اساس نتایج مطالعه ارزیابی ساختار اقتصاد ایران با رویکرد توسعه پایدار که از طریق یک الگوی پیشنهادی بر اساس مفهوم توسعه پایدار ارائه شده، جهت شناسایی و محاسبه شاخصه‌های توسعه پایدار در ایران بر اساس چارچوب دسته‌بندی موضوع- زیر موضوع، مطالعه ایی اسنادی، پیمایشی و محاسباتی با استفاده از بالغ بر ۸۰ شاخصه پایداری توسعه انجام گرفته است.[۱۲۲]
نتایج محاسبات در مورد اقتصاد ایران و در پنج دهه ۱۳۴۰، ۱۳۵۰، ۱۳۶۰، ۱۳۷۰ و ۱۳۸۰ نشان می‌دهد که، در موضوع فقر و نابرابری تنها در دهه ۱۳۸۰ به پایداری مطلوب دست یافته‌ایم و هر چند از دهه ۱۳۴۰ تا ۱۳۶۰ روند پایداری رو به بهبود بوده است، اما در دهه ۱۳۷۰ با افت شدید شاخصه‌های فقر و نابرابری روبرو شده‌ایم. با توجه به اعمال سیاست‌های تعدیل اقتصادی در این دهه و دوره سازندگی پس از جنگ، می‌توان اثر منفی اعمال سیاست‌های تعدیل اقتصادی را بر پایداری در حوزه فقر و نابرابری مشاهده کرد.[۱۲۳]
در موضوع بهداشت عمومی و امنیت غذایی پایداری مطلوب در سه دهه ۱۳۵۰، ۱۳۷۰ و ۱۳۸۰ مشاهده شده است. به‌خصوص وضعیت پایداری بهداشت عمومی در دو دهه ۱۳۵۰ و ۱۳۸۰ در مقایسه با دهه‌های پیش از آن از بهبود قابل توجهی برخوردار بوده است که از دلایل اصلی این بهبود افزایش سرانه مصرف لبنیات و گوشت، کاهش مرگ و میر کودکان و افزایش امید به زندگی، افزایش سرانه مراقبت‌های بهداشتی اولیه و افزایش سرانه مخارج بهداشتی است. همچنین وضعیت نامطلوب این شاخصه در دهه ۱۳۶۰ با توجه به شرایط جنگی در کشور با انتظارات هماهنگی دارد.[۱۲۴]
در موضوع جمعیت روند تغییرات پایداری و مقایسه آن با تغییرات رشد و توسعه اقتصادی در ایران نشان می‌دهد که با توجه به رقم بالای پایداری جمعیت در دو دهه گذشته و تغییرات پایداری در دهه‌های پیش از آن، ایران در شرایط طلایی پنجره جمعیتی قرار دارد. عدد مربوط به میانگین نسبت وابستگی در دو دهه ۱۳۷۰ (۴۳/۸۸) و ۱۳۸۰ (۳۰/۳) مؤید همین موضوع است.[۱۲۵]
در موضوع آموزش، هرچند پایداری به‌طور متناوب در نیم قرن گذشته در حال بهبود و افزایش بوده است اما بجز دهه ۱۳۸۰ که عدد پایداری اندکی از ۵۰ درصد فزونی یافته است، هیچگاه وضعیت مطلوبی در این حوزه مشاهده نشده است. نتایج محاسبات گویای ضعف ساختاری در بخش آموزش و ضرورت تجدید نظر در برنامه‌ریزی و سیستم‌های آموزشی در کشور است.[۱۲۶]
در موضوع حکمرانی به استثنای دهه ۱۳۴۰ نتایج محاسبات نشان می‌دهد که نه تنها پایداری مطلوبی در دهه‌های گذشته در کشور وجود نداشته است، بلکه روند تغییرات پایداری در حوزه حکمرانی، نزول متناوب شاخصه‌های این بخش را نشان می‌دهند. وضعیت تغییرات شاخصه‌های پایه این حوزه و از جمله شاخصه‌های مهار فساد (شمار جرایم ثبتی و قتل عمد)، حاکمیت قانون (پرونده‌های موجود در دستگاه قضایی) و اثر بخشی دولت (نسبت بودجه دولت به GDP و سهم مالیات از درآمد دولت) در طول زمان، مؤید همین مطلب هستند.[۱۲۷]
در موضوع توسعه سیاسی، بهبود قابل ملاحظه ایی در پایداری دو دهه ۱۳۵۰ و ۱۳۸۰ در مقایسه با دهه‌های پیش از آن مشاهده می‌شود. تحولات سیاسی نظیر افزایش درجه بازبودن اقتصاد، افزایش مشارکت زنان در تصمیم‌گیری‌ها و افزایش قابل ملاحظه مشارکت مردم در انتخابات، در دهه ۱۳۵۰ که در نهایت به پیروزی انقلاب اسلامی در ایران منجر شد و همچنین توجه خاص به بحث توسعه سیاسی در سال‌های پایانی دهه ۱۳۷۰ و سال‌های ابتدایی دهه ۱۳۸۰ و خصوصاً اجرایی کردن قانون انتخابات شوراهای اسلامی شهر و روستا (که پیش از آن اجرایی نشده بود) می‌تواند از دلایل اصلی بهبود وضعیت توسعه سیاسی در این دو دهه باشد. این در حالی است که پایداری توسعه سیاسی در دهه ۱۳۶۰ به شدت کاهش یافته است که با توجه به شرایط جنگی حاکم بر کشور و تحولات سیاسی پس از انقلاب ۱۳۵۷، با انتظارات تطابق دارد.[۱۲۸]
در موضوع پایداری زیست‌بوم (اکوسیستم و منابع طبیعی) نه تنها هرگز وضعیت مطلوبی در نیم قرن گذشته مشاهده نشده، بلکه وضعیت پایداری همواره در حال نزول و بدتر شدن بوده است. می‌توان چنین استدلال کرد که این عامل همواره یکی از دلایل عمده کاهش شاخص پایداری کل در ایران بوده است و در صورت حفظ روندهای موجود، در آینده نیز، تخریب زیست‌بوم در ایران به بدتر شدن وضعیت پایداری کل خواهد انجامید.
شبیه به موضوع زیست‌بوم در موضوع آب نیز پایداری در نیم قرن گذشته همواره نزولی و در حال کاهش بوده است، با این تفاوت که پایداری در این حوزه از مقدار مطلوب در دو دهه ۱۳۴۰ و ۱۳۵۰ به مقادیر بسیار نامطلوب در دهه‌های ۱۳۷۰ و ۱۳۸۰ کاهش یافته است. همچنین نتایج محاسبات مربوط به حساسیت الگو در دهه ۱۳۸۰ نشان می‌دهد، که در میان حوزه‌های مختلف، بحرانی‌ترین حوزه پایداری موضوع آب است و بهبود پایداری در شاخصه‌های این بخش می‌تواند بیشترین اثر را بر افزایش پایداری کل داشته باشد. گرچه سهمی از وضعیت نامطلوب ایجاد شده در حوزه آب می‌تواند به شرایط اقلیمی ایران و خشکسالی در دهه‌های گذشته مربوط باشد، اما بر اساس نتایج محاسبات شاخصه‌ها، سهم عمده‌ای از پایین بودن عدد پایداری در حوزه آب، به مدیریت غیر بهینه عرضه و تقاضای منابع آبی بازمی‌گردد که به افزایش سرانه مصرف آب، کاهش ذخایر آب‌های زیر زمینی و افزایش شدت مصرف آب منجر شده است.[۱۳۰]
پایداری در موضوع کشاورزی شبیه به پایداری آب، به تناوب نزولی و در حال کاهش بوده است. تا جایی که رقم پایداری کشاورزی در دهه ۱۳۸۰ از رقم پایداری در حوزه آب نیز پایین‌تر آمده است. می‌دانیم که آب یکی از ملزومات اصلی در بخش کشاورزی به حساب می‌آید و با توجه به اینکه در ایران سهم عمده‌ای از منابع آبی در بخش کشاورزی مورد استفاده قرار می‌گیرد، وجود همبستگی میان پایداری بخش آب و بخش کشاورزی قابل توجیه است. همچنین عواملی نظیر افزایش استفاده از کودهای شیمیایی و سموم آفت کش و همچنین افزایش شدت مصرف انرژی در بخش کشاورزی از عوامل دیگر کاهش شدید پایداری کشاورزی در ایران هستند.[۱۳۱]
موضوع زیرساخت‌های شهری و روستایی از جمله موضوعاتی است که در بهبود پایداری شاخصه‌های زیربنایی سهم عمده‌ای ایفا کرده است. وضعیت پایداری در این حوزه همواره صعودی بوده و در دو دهه ۱۳۷۰ و ۱۳۸۰ به وضعیت مطلوبی رسیده است که نشان دهنده موفقیت برنامه‌های عمرانی شهری و روستایی در کشور است.[۱۳۲]
برخلاف موضوع زیر ساختهای شهری و روستایی در موضوع ترابری، پایداری روندی نزولی داشته است و عدد پایداری از مقادیر مطلوب در سه دهه ۱۳۴۰، ۱۳۵۰ و ۱۳۶۰ به مقادیر نامطلوب در دو دهه ۱۳۷۰ و ۱۳۸۰ نزول کرده است. با توجه به عدم کفایت سرمایه‌گذاری در زیر ساختهای ترابری و عدم نوسازی ناوگان ترابری زمینی و هوایی در دهه‌های گذشته، در کنار کیفیت و ایمنی پایین وسایل ترابری شهری، جاده‌ای و هوایی که به آلایندگی و افزایش سوانح و حوادث جاده‌ای و هوایی در این بخش منجر شده است، نزول پایداری در حوزه ترابری ایران با انتظارات همخوانی دارد.[۱۳۳]
در موضوع انرژی تنها در دو دهه ۱۳۵۰ و ۱۳۸۰ عدد پایداری در وضعیت مطلوبی قرار داشته است. از علل مطلوب بودن عدد پایداری در دهه ۱۳۵۰ بهره‌وری بالای انرژی به همراه تولید بالای نفت و سرانه پایین مصرف انرژی در این دهه است. در حالی که در دهه ۱۳۸۰ با وجود افزایش سرانه مصرف انرژی، از علل اصلی مقدار مطلوب پایداری می‌توان به افزایش تولید برق، افزایش تولید نفت همراه با افزایش بهره‌وری انرژی در این دهه اشاره کرد. در کل مشاهدات نشان می‌دهند که رابطه معنا داری میان پایداری بخش انرژی با بهبود شرایط تولید، افزایش بهره‌وری انرژی و کاهش سرانه مصرف انرژی در ایران وجود دارد.[۱۳۴]
در موضوع شاخصه‌های اقتصادی (رشد اقتصادی) عدد مطلوب پایداری تنها در دهه ۱۳۵۰ در مقدار ۸۱ درصد تجربه شده است و در چهار دهه دیگر پایداری شاخصه‌های اقتصادی نامطلوب است. هرچند عدد پایداری در دهه ۱۳۸۰ نسبت به دهه پیش از آن دو برابر شده است. علت اصلی مطلوب بودن پایداری شاخصه‌های اقتصادی در دهه ۱۳۵۰ بالا بودن عدد مربوط به شاخصه‌های بهره‌وری نیروی کار، تولید سرانه ناخالص داخلی، نسبت مالیات به تولید، سهم بالای سرمایه‌گذاری از تولید و پایین بودن نسبت بدهی دولت به تولید بوده است. در چهار دهه ۱۳۷۰٬۱۳۶۰٬۱۳۴۰ و ۱۳۸۰ در کنار سایر شاخصه‌ها (نظیر نرخ تورم، شدت مصرف انرژی و هزینه‌های مربوط به تحقیق و توسعه) در شاخصه‌های کلیدی مطرح شده نیز وضعیت چندان مطلوبی وجود نداشته است.[۱۳۵]
پایداری در موضوع تجارت خارجی وضعیتی تناوبی را در پنج دهه گذشته تجربه کرده است، بطوری‌که در دو دهه ۱۳۵۰ و ۱۳۷۰ پایداری تجاری مطلوب و در سه دهه دیگر نامطلوب بوده است. بالاترین رقم پایداری در بخش تجارت خارجی با توجه به عدد بالای شاخصه‌های موازنه تجاری کالاها و نسبت صادرات غیرنفتی به واردات در دهه ۱۳۷۰، مربوط به این دهه است.
در نهایت موضوع الگوهای تولید و مصرف در مدل ساختاری پیشنهادی مورد بررسی قرار گرفته است. عدد پایداری در این موضوع و در پنج دهه گذشته به تناوب کاهش یافته و از مقادیر مطلوب در دو دهه ۱۳۴۰ و ۱۳۵۰ به مقادیر نامطلوب سه دهه گذشته نزول کرده است. افزایش شدید سرانه مصرف سوخت‌های فسیلی، برق و آب همراه با افزایش شدت مصرف آب و انرژی از علل اصلی افت شدید پایداری الگوهای تولید و مصرف در ایران است.[۱۳۶]
برآیند تغییرات پایداری شاخصه‌ها در ۱۵ موضوع مورد بررسی در نهایت محاسبه عدد پایداری کل (توسعه پایدار) را برای مجموعه اقتصاد ایران ممکن کرده است. نتایج محاسبات نشان می‌دهد که عدد پایداری کل در دو دهه ۱۳۶۰ و ۱۳۷۰ نامطلوب و در سه دهه دیگر مقدار پایداری کل هرچند پایین اما مطلوب بوده است. در پنج دهه گذشته، بالاترین مقدار توسعه پایدار در ایران در دهه ۱۳۵۰ با عدد ۶۷ درصد تجربه شده است. همچنین نتایج محاسبات نشان می‌دهد که با وجود کاهش شدید عدد مربوط به شاخصه‌های محیطی (زیست‌بوم، آب و کشاورزی)، با افزایش عدد پایداری کل از ۴۱ درصد در دهه ۱۳۷۰ تا رقم ۵۸ درصد در دهه ۱۳۸۰ مواجه بوده‌ایم. این محاسبه نشان می‌دهد که در صورت عدم تخریب شاخصه‌های محیطی جایگاه ایران در موضوع توسعه پایدار با توجه به بهبود شاخصه‌های اجتماعی و اقتصادی می‌توانست در رتبه‌ای به مراتب بالاتر قرار گیرد.
در ایران قیمت مواد غذایی به‌طور غیر قانونمند بالا می‌روند به‌طوری‌که تنها در هفته اول فروردین ۹۸ قیمت پیاز چهار بار افزایش پیدا کرد. قیمت گوشت بیش از ده برابر قیمت پیاز است که کارگران قادر به خرید آن نیستند.

## زنان در اقتصاد ایران
مشارکت زنان نقش کلیدی در توسعه اقتصاد ایران دارد؛ اما سیاستی برای استفاده از ظرفیت این بخش از جامعه طراحی نشده است. با اینکه نیمی از جمعیت کشور را زنان تشکیل می‌دهند که پتانسیل بالایی برای کمک به رشد و توسعه اقتصادی کشور محسوب می‌شوند، اما آخرین آمارهای منتشرشده از نرخ مشارکت نیروی کار نشان می‌دهد تنها ۱۳٫۵ درصد از زنان در ایران کار می‌کنند. موضوعی که به معنی انفعال ۲۷٫۵میلیون نفر از جمعیت زنان در سن کار است. نیروهایی که می‌توانند در صورت ورود به بازار کار حجم عظیمی از ارزش‌افزوده اقتصادی خلق کنند. عوامل مختلف اجتماعی، فرهنگی و اقتصادی در این مشارکت پایین زنان در بازار کار دخیل هستند.
در سال ۱۴۰۳ نرخ مشارکت زنان ایرانی در نیروی کار به حدود ۱۳٫۵ درصد رسید که نسبت به سال ۱۴۰۲ یک درصد کاهش نشان می‌دهد. این آمار پایین نشان‌دهنده محدودیت‌های ساختاری و اجتماعی قابل توجهی است که زنان ایرانی در دسترسی به بازار کار با آن مواجه هستند. بر اساس آمار بانک جهانی، این وضعیت باعث شده ایران در میان کشورهای منطقه در رده سوم از پایین از نظر میزان مشارکت زنان در اقتصاد قرار گیرد و تنها افغانستان و عراق رتبه پایین‌تری داشته باشند.

## نابرابری جنسیتی و قومی
بر اساس پژوهشی، شکاف جنسیتی درآمد در همهٔ طبقات اقتصادی و اقوام ایرانی به صورت معنی داری مشاهده می‌شود؛ بدین معنا که درآمد زنان، هم در اقوام فارس و هم در اقوام غیرفارس کمتر از مردان است. علاوه بر این، هویت قومی غیرفارس بودن باعث افزایش در اندازه شکاف جنسیتی درآمد می‌شود؛ به عبارتی دیگر زن غیرفارس نسبت به زن فارس وضعیت بدتری از شکاف جنسیتی درآمد را تجربه می‌کند.
بیشترین اندازه شکاف جنسیتی درآمد را زنان متعلق به خانوارهای صدک‌های کم‌درآمد تجربه می‌کنند؛ شکاف جنسیتی درآمد در طبقات ثروتمند جامعه، کمتر از طبقات فقیر است؛ و کمترین میزان تجربه شکاف جنسیتی درآمد نیز متعلق به صدک‌های میانی جامعه است. بر اساس این مطالعه، سیاست‌هایی که به منظور مقابله با شکاف جنسیتی درآمد در جامعه اعمال می‌شوند اگر همزمان به تنوع هویت‌های قومی موجود در کشور توجه نداشته باشند، سیاست‌های مؤثری نخواهند بود. به عبارتی دیگر، سیاستگذاران باید بدین نکته توجه نمایند که تجربه زنان از شکاف جنسیتی درآمد، در میان اقوام گوناگونِ ایران متفاوت است.
سیاستگذاران باید توجه دوچندانی به گروه‌های در حاشیه جامعه داشته باشند؛ زیرا بر اساس نتایج این تحقیق، مشخص می‌شود که از نظر تجربهٔ نابرابری درآمدی در جامعه، و همچنین موانع موجود بر رشد و تحرک گروه‌های مختلف جامعه، «زنان غیرفارس» نسبت به «زنان فارس» و «مردان غیرفارس» و «مردان فارس»، در وضعیت نامناسب‌تری قرار دارند؛ و در نتیجه، نیاز بیشتری به حمایت و توجه دارند.

## شاخص‌ها
جدول زیر شاخص‌های اصلی اقتصادی را در سال‌های ۱۹۸۰–۲۰۲۱ نشان می‌دهد (با برآورد کارکنان صندوق بین‌المللی پول در سال‌های ۲۰۲۲–۲۰۲۷). تورم زیر ۱۰ درصد سبز است.
| سال  | تولید ناخالص ملی (به میلیارد دلار آمریکا PPP) | تولید ناخالص داخلی سرانه (به دلار آمریکا PPP) | تولید ناخالص ملی (به میلیارد دلار آمریکا) | تولید ناخالص داخلی سرانه (به دلار آمریکا) | رشد تولید ناخالص ملی (واقعی) | نرخ تورم (در درصد) | بیکاری (در درصد) | بدهی دولت (بر حسب درصد تولید ناخالص داخلی) |
| ---- | --------------------------------------------- | --------------------------------------------- | ----------------------------------------- | ----------------------------------------- | ---------------------------- | ------------------ | ---------------- | ------------------------------------------ |
| ۱۹۸۰ | ۲۲۶٫۰                                         | ۵٬۷۵۰٫۸                                       | ۹۵٫۸                                      | ۲٬۴۳۹٫۴                                   | -۲۱٫۶٪                       | ۲۰٫۶٪              | n/a              | n/a                                        |
| ۱۹۸۱ | ۲۳۳٫۲                                         | ۵٬۷۱۳٫۰                                       | ۱۰۱٫۵                                     | ۲٬۴۸۵٫۷                                   | -۵٫۷٪                        | ۲۴٫۲٪              | n/a              | n/a                                        |
| ۱۹۸۲ | ۳۰۵٫۰                                         | ۷٬۱۹۰٫۸                                       | ۱۲۵٫۸                                     | ۲٬۹۶۵٫۶                                   | ۲۳٫۲٪                        | ۱۸٫۷٪              | n/a              | n/a                                        |
| ۱۹۸۳ | ۳۵۲٫۱                                         | ۷٬۹۸۸٫۸                                       | ۱۵۶٫۹                                     | ۳٬۵۶۰٫۳                                   | ۱۱٫۱٪                        | ۱۹٫۷٪              | n/a              | n/a                                        |
| ۱۹۸۴ | ۳۳۸٫۸                                         | ۷٬۳۹۷٫۴                                       | ۱۶۱٫۷                                     | ۳٬۵۳۱٫۲                                   | -۷٫۱٪                        | ۱۲٫۶٪              | n/a              | n/a                                        |
| ۱۹۸۵ | ۳۵۶٫۰                                         | ۷٬۴۸۱٫۵                                       | ۱۸۰٫۵                                     | ۳٬۷۹۳٫۹                                   | ۱٫۹٪                         | ۴٫۴٪               | n/a              | n/a                                        |
| ۱۹۸۶ | ۳۲۷٫۷                                         | ۶٬۶۲۶٫۶                                       | ۲۰۸٫۹                                     | ۴٬۲۲۵٫۵                                   | -۹٫۸٪                        | ۲۳٫۷٪              | n/a              | n/a                                        |
| ۱۹۸۷ | ۳۳۵٫۲                                         | ۶٬۶۱۶٫۰                                       | ۲۷۷٫۰                                     | ۵٬۴۶۸٫۰                                   | -۰٫۲٪                        | ۲۷٫۷٪              | n/a              | n/a                                        |
| ۱۹۸۸ | ۳۲۵٫۹                                         | ۶٬۲۷۸٫۲                                       | ۳۱۱٫۹                                     | ۶٬۰۰۹٫۲                                   | -۶٫۱٪                        | ۲۸٫۹٪              | n/a              | n/a                                        |
| ۱۹۸۹ | ۳۵۹٫۴                                         | ۶٬۷۵۸٫۱                                       | ۳۷۹٫۴                                     | ۷٬۱۳۳٫۸                                   | ۶٫۱٪                         | ۱۷٫۴٪              | n/a              | n/a                                        |
| ۱۹۹۰ | ۴۲۳٫۶                                         | ۷۷۷۲٫۹                                        | ۵۸۱٫۰                                     | ۱۰٬۶۶۱٫۵                                  | ۱۳٫۶٪                        | ۹٫۰٪               | ۱۴٫۲٪            | n/a                                        |
| ۱۹۹۱ | ۴۹۳٫۶                                         | ۸٬۸۴۰٫۰                                       | ۳۰۴٫۱                                     | ۵٬۴۴۵٫۶                                   | ۱۲٫۷٪                        | ۲۰٫۲٪              | ۱۰٫۰٪            | n/a                                        |
| ۱۹۹۲ | ۵۲۱٫۵                                         | ۹٬۲۰۴٫۷                                       | ۵۰٫۵                                      | ۸۹۰٫۸                                     | ۳٫۳٪                         | ۲۴٫۵٪              | ۱۰٫۰٪            | n/a                                        |
| ۱۹۹۳ | ۵۲۶٫۰                                         | ۹٬۱۴۹٫۸                                       | ۶۴٫۴                                      | ۱٬۱۲۱٫۱                                   | -۱٫۵٪                        | ۲۲٫۵٪              | ۱۰٫۰٪            | n/a                                        |
| ۱۹۹۴ | ۵۲۸٫۱                                         | ۹٬۰۵۳٫۸                                       | ۷۹٫۸                                      | ۱٬۳۶۸٫۴                                   | -۱٫۷٪                        | ۳۴٫۹٪              | ۱۰٫۰٪            | n/a                                        |
| ۱۹۹۵ | ۵۵۲٫۱                                         | ۹٬۳۲۸٫۷                                       | ۱۱۴٫۹                                     | ۱٬۹۴۲٫۰                                   | ۲٫۴٪                         | ۴۹٫۳٪              | ۱۰٫۰٪            | n/a                                        |
| ۱۹۹۶ | ۵۹۸٫۰                                         | ۹٬۹۵۶٫۸                                       | ۱۵۸٫۰                                     | ۲٬۶۳۱٫۵                                   | ۶٫۴٪                         | ۲۳٫۹٪              | ۹٫۱٪             | ۳۵٫۸٪                                      |
| ۱۹۹۷ | ۶۱۶٫۵                                         | ۱۰٬۱۰۷٫۲                                      | ۱۸۴٫۱                                     | ۳٬۰۱۹٫۰                                   | ۱٫۴٪                         | ۱۶٫۵٪              | ۱۱٫۹٪            | ۳۷٫۷٪                                      |
| ۱۹۹۸ | ۶۳۶٫۴                                         | ۱۰٬۲۹۰٫۵                                      | ۲۰۵٫۰                                     | ۳٬۳۱۴٫۹                                   | ۲٫۱٪                         | ۱۸٫۵٪              | ۱۳٫۶٪            | ۳۶٫۲٪                                      |
| ۱۹۹۹ | ۶۵۸٫۳                                         | ۱۰٬۵۳۰٫۴                                      | ۲۷۵٫۱                                     | ۴٬۴۰۰٫۶                                   | ۲٫۰٪                         | ۲۰٫۲٪              | ۱۵٫۸٪            | ۲۷٫۱٪                                      |
| ۲۰۰۰ | ۷۱۲٫۵                                         | ۱۱٬۲۱۸٫۵                                      | ۳۶۶٫۹                                     | ۵٬۷۷۶٫۹                                   | ۵٫۸٪                         | ۱۲٫۳٪              | ۱۶٫۰٪            | ۲۲٫۲٪                                      |
| ۲۰۰۱ | ۷۴۶٫۰                                         | ۱۱٬۵۵۱٫۲                                      | ۳۳۱٫۰                                     | ۵٬۱۲۴٫۸                                   | ۲٫۴٪                         | ۱۱٫۵٪              | ۱۶٫۶٪            | ۲۵٫۶٪                                      |
| ۲۰۰۲ | ۸۱۸٫۹                                         | ۱۲٬۴۷۱٫۸                                      | ۱۳۲٫۷                                     | ۲٬۰۲۰٫۸                                   | ۸٫۱٪                         | ۱۵٫۸٪              | ۱۲٫۲٪            | ۲۸٫۵٪                                      |
| ۲۰۰۳ | ۹۰۷٫۲                                         | ۱۳٬۴۷۶٫۴                                      | ۱۵۸٫۴                                     | ۲٬۳۵۳٫۴                                   | ۸٫۶٪                         | ۱۵٫۶٪              | ۱۱٫۳٪            | ۲۶٫۸٪                                      |
| ۲۰۰۴ | ۹۷۱٫۹                                         | ۱۴۲۲۰٫۶                                       | ۱۸۹٫۰                                     | ۲٬۷۶۴٫۸                                   | ۴٫۳٪                         | ۱۵٫۳٪              | ۱۲٫۳٪            | ۲۵٫۷٪                                      |
| ۲۰۰۵ | ۱٬۰۳۴٫۴                                       | ۱۴۹۰۶٫۵                                       | ۲۲۸٫۴                                     | ۳٬۲۹۱٫۹                                   | ۳٫۲٪                         | ۱۰٫۳٪              | ۱۱٫۵٪            | ۲۲٫۲٪                                      |
| ۲۰۰۶ | ۱٬۱۱۹٫۶                                       | ۱۵۸۸۱٫۶                                       | ۲۷۲٫۴                                     | ۳٬۸۶۳٫۵                                   | ۵٫۰٪                         | ۱۲٫۰٪              | ۱۱٫۳٪            | ۱۸٫۲٪                                      |
| ۲۰۰۷ | ۱٬۲۴۳٫۶                                       | ۱۷٬۳۸۵٫۶                                      | ۳۶۰٫۹                                     | ۵٬۰۴۵٫۷                                   | ۸٫۲٪                         | ۱۸٫۴٪              | ۱۰٫۵٪            | ۱۶٫۱٪                                      |
| ۲۰۰۸ | ۱٬۲۷۰٫۷                                       | ۱۷٬۵۸۳٫۰                                      | ۴۲۵٫۷                                     | ۵٬۸۹۰٫۷                                   | ۰٫۳٪                         | ۲۵٫۳٪              | ۱۰٫۴٪            | ۱۲٫۴٪                                      |
| ۲۰۰۹ | ۱٬۲۹۱٫۷                                       | ۱۷٬۶۴۶٫۸                                      | ۴۴۰٫۴                                     | ۶٬۰۱۶٫۸                                   | ۱٫۰٪                         | ۱۰٫۸٪              | ۱۱٫۹٪            | ۱۳٫۳٪                                      |
| ۲۰۱۰ | ۱٬۳۸۳٫۰                                       | ۱۸۶۴۹٫۵                                       | ۵۱۷٫۹                                     | ۶٬۹۸۳٫۸                                   | ۵٫۸٪                         | ۱۲٫۳٪              | ۱۳٫۵٪            | ۱۴٫۸٪                                      |
| ۲۰۱۱ | ۱٬۴۴۹٫۱                                       | ۱۹٬۲۸۲٫۶                                      | ۶۲۵٫۴                                     | ۸٬۳۲۲٫۵                                   | ۲٫۶٪                         | ۲۱٫۵٪              | ۱۲٫۳٪            | ۱۲٫۳٪                                      |
| ۲۰۱۲ | ۱٬۲۹۵٫۷                                       | ۱۷٬۰۴۰٫۷                                      | ۴۲۱٫۹                                     | ۵٬۵۴۸٫۳                                   | -۳٫۷٪                        | ۳۰٫۶٪              | ۱۲٫۱٪            | ۱۳٫۶٪                                      |
| ۲۰۱۳ | ۱۲۵۰٫۶                                        | ۱۶۲۳۸٫۳                                       | ۴۲۸٫۳                                     | ۵٬۵۶۱٫۵                                   | -۱٫۵٪                        | ۳۴٫۷٪              | ۱۰٫۴٪            | ۱۱٫۸٪                                      |
| ۲۰۱۴ | ۱٬۲۵۵٫۸                                       | ۱۶٬۱۰۶٫۱                                      | ۴۶۰٫۸                                     | ۵٬۹۱۰٫۱                                   | ۵٫۰٪                         | ۱۵٫۶٪              | ۱۰٫۶٪            | ۱۲٫۶٪                                      |
| ۲۰۱۵ | ۱٬۱۳۱٫۰                                       | ۱۴٬۳۲۷٫۸                                      | ۴۰۸٫۳                                     | ۵٬۱۷۲٫۱                                   | -۱٫۴٪                        | ۱۱٫۹٪              | ۱۱٫۰٪            | ۳۷٫۰٪                                      |
| ۲۰۱۶ | ۱٬۲۲۱٫۴                                       | ۱۵٬۲۸۱٫۹                                      | ۴۵۸٫۰                                     | ۵٬۷۳۰٫۸                                   | ۸٫۸٪                         | ۹٫۱٪               | ۱۲٫۴٪            | ۴۷٫۹٪                                      |
| ۲۰۱۷ | ۱٬۲۸۱٫۴                                       | ۱۵٬۸۰۵٫۸                                      | ۴۸۶٫۸                                     | ۶٬۰۰۵٫۱                                   | ۲٫۸٪                         | ۹٫۶٪               | ۱۲٫۱٪            | ۴۵٫۰٪                                      |
| ۲۰۱۸ | ۱٬۲۸۷٫۹                                       | ۱۵٬۶۸۹٫۷                                      | ۵۱۶٫۲                                     | ۶٬۲۸۸٫۹                                   | -۱٫۸٪                        | ۳۰٫۲٪              | ۱۲٫۱٪            | ۴۰٫۶٪                                      |
| ۲۰۱۹ | ۱٬۲۷۰٫۷                                       | ۱۵٬۲۹۵٫۳                                      | ۶۵۱٫۵                                     | ۷٬۸۴۲٫۶                                   | -۳٫۱٪                        | ۳۴٫۶٪              | ۱۰٫۷٪            | ۴۲٫۷٪                                      |
| ۲۰۲۰ | ۱٬۳۲۸٫۸                                       | ۱۵٬۸۱۱٫۸                                      | ۹۷۱٫۲                                     | ۱۱٬۵۵۷٫۰                                  | ۳٫۳٪                         | ۳۶٫۴٪              | ۹٫۶٪             | ۴۴٫۱٪                                      |
| ۲۰۲۱ | ۱٬۴۴۹٫۳                                       | ۱۷٬۰۸۲٫۹                                      | ۱٬۵۸۹٫۹                                   | ۱۸۷۳۹٫۳                                   | ۴٫۷٪                         | ۴۰٫۱٪              | ۹٫۲٪             | ۴۲٫۴٪                                      |
| ۲۰۲۲ | ۱٬۵۹۹٫۲                                       | ۱۸٬۶۶۳٫۲                                      | ۱٬۹۷۳٫۷                                   | ۲۳٬۰۳۳٫۵                                  | ۳٫۰٪                         | ۴۰٫۰٪              | ۹٫۴٪             | ۳۴٫۲٪                                      |
| ۲۰۲۳ | ۱٬۶۹۰٫۱                                       | ۱۹٬۵۲۸٫۴                                      | ۲٬۰۴۴٫۲                                   | ۲۳٬۶۱۹٫۱                                  | ۲٫۰٪                         | ۴۰٫۰٪              | ۹٫۶٪             | ۳۱٫۹٪                                      |
| ۲۰۲۴ | ۱٬۷۶۰٫۹                                       | ۲۰٬۱۴۴٫۹                                      | ۲٬۱۳۵٫۷                                   | ۲۴٬۴۳۲٫۹                                  | ۲٫۰٪                         | ۳۰٫۰٪              | ۹٫۹٪             | ۳۲٫۲٪                                      |
| ۲۰۲۵ | ۱٬۸۳۰٫۴                                       | ۲۰٬۷۳۲٫۱                                      | ۲٬۲۳۰٫۶                                   | ۲۵٬۲۶۵٫۷                                  | ۲٫۰٪                         | ۲۵٫۰٪              | ۱۰٫۰٪            | ۳۳٫۵٪                                      |
| ۲۰۲۶ | ۱٬۹۰۳٫۴                                       | ۲۱٬۳۴۵٫۷                                      | ۲٬۳۳۰٫۰                                   | ۲۶٬۱۲۹٫۹                                  | ۲٫۰٪                         | ۲۵٫۰٪              | ۱۰٫۰٪            | ۳۴٫۸٪                                      |
| ۲۰۲۷ | ۱٬۹۷۹٫۹                                       | ۲۱٬۹۸۴٫۴                                      | ۲٬۴۳۸٫۶                                   | ۲۷٬۰۷۶٫۸                                  | ۲٫۰٪                         | ۲۵٫۰٪              | ۱۰٫۰٪            | ۳۶٫۰٪                                      |

## اقتصاد دیجیتال و استارتاپ‌ها

### استارتاپ‌ها و بنیان‌گذاران زن دههٔ ۱۴۰۰
گزارش «TechRasa Funding 2024» حجم سرمایه‌گذاری خطرپذیر در زیست‌بوم استارتاپی ایران را در سال ۱۴۰۲ حدود ۴۵۰ میلیون دلار برآورد می‌کند؛ سهم بنیان‌گذاران زن از این سرمایه ۱۲٪ است، رشدی سه برابری نسبت به ۱۳۹۸. پژوهش «Women in Tech Iran 2023» نشان می‌دهد بیش از ۳٬۵۰۰ زن در نقش هم‌بنیان‌گذار یا مدیر فنی در ۴۰۰ شرکت نوپا فعال‌اند؛ حوزه‌های غالب: سلامت دیجیتال (پلتفرم «Waveگرل»)، هوش مصنوعی کشاورزی («مترکس») و فین‌تک. انجمن سرمایه‌گذاران جسور ایران (IRVC) در سالنامهٔ ۱۴۰۲ خود از «گرایش نو به ایجاد صندوق‌های مختص استارتاپ‌های زنان خبر می‌دهد؛ سه صندوق جدید با بودجهٔ اوّلیهٔ ۱۲۰ میلیارد تومان راه‌اندازی شده‌اند. تحلیل تازهٔ مجلّهٔ Gameology Persia این موج را «فمینیسم کرانچی» می‌نامد: تیم‌های کوچک با بودجهٔ محدود که روایت آزادی و برابری جنسیتی را در مدل کسب‌وکار مقیاس‌پذیر ترکیب می‌کنند.

## تأثیر اقتصادی جنگ ایران و اسرائیل
جنگ ایران و اسرائیل که پس از حمله حماس به اسرائیل در ۷ اکتبر ۲۰۲۳ شدت گرفت، بارهای اقتصادی سنگینی بر ایران تحمیل کرده است. درگیری غیرمستقیم، عمدتاً از طریق حمایت ایران از نیروهای نیابتی، و خصومت‌های مستقیم در میانه سال ۲۰۲۵، به طور مشترک منابع مالی، زیرساخت‌ها و سرمایه انسانی ایران را تحت فشار قرار داده‌اند. ایران هزینه‌های مستقیمی از جمله هزینه‌های نظامی و خسارات جنگی، هزینه‌های غیرمستقیم ناشی از دهه‌ها تحریم و تأمین مالی نیروهای نیابتی و هزینه‌های پنهان مانند کاهش ارزش پول، تورم بالا، از دست دادن درآمد نفتی و فرسایش نیروی کار علمی و نظامی خود را متحمل شده است. این فشارها نقاط ضعف اقتصادی موجود در ایران را تشدید کرده و تأثیراتی بر بازارهای انرژی و اقتصادهای همسایه نیز داشته است. به گفته متخصص اقتصاد نوریل روبینی، شکست نظامی و مشکلات اقتصادی ممکن است باعث تغییر رژیم در ایران شود.

### تحلیل
- قرن امید: آیا نفت به توسعه اقتصادی ایران کمک کرده یا مانع برپایی دموکراسی شده است؟ در یوتیوب ایران اینترنشنال
- چرا اقتصاد ایران متحول نمی‌شود؟ بی‌بی‌سی فارسی بایگانی
- پایان قرن؛ اقتصاد ایران در صد سالی که گذشت بی‌بی‌سی فارسی
- فراتر از شیوع همه‌گیر کرونا: دلایل بحران اقتصادی ایران چیست؟ رادیو زمانه
- اقتصاد ایران در بحران: نابودی طبقه متوسط، وضعیت وخیم طبقه محروم رادیو زمانه
- جامعه ایران در دهه ۱۳۹۰؛ نابرابری بیشتر در کنار سفره کوچک‌تر رادیو فردا
- چرا داشتن یونیکورن ایرانی همچنان یک رویاست؟ زومیت
- چرا کسی مثبت شدن رشد اقتصادی ایران را باور نمی‌کند؟ بی‌بی‌سی فارسی
- بودجه ایران در چنبر دروغ‌های تکراری رادیو فردا
- صعود بهای دلار در ایران و تأثیرات اقتصادی آن دویچه وله فارسی
- اذعان پژوهشکده دولتی: ایران در میان پنج کشور با بدترین نرخ تورم غذایی جهان بی‌بی‌سی فارسی
- مجله فوربس: رشد انفجاری شمار میلیونرهای ایرانی در سال ۲۰۲۰ ترجمه رادیو فردا از مقاله اصلی
- بحران تأمین اجتماعی: فقر بازنشستگان، صندوق‌های ورشکسته رادیو زمانه
- بورس و رؤیای پولدار شدن طبقه متوسط رادیو زمانه
- سازی-در-جامعه/a-64139838 فلج اقتصادی دولت رئیسی و فقیر سازی در جامعه دویچه وله فارسی
- گزارش رویترز از «روز به روز فقیرتر شدن» مردم ایران ترجمه رادیو فردا از مقاله اصلی
- شتر خط فقر پشت درِ خانۀ میلیاردرهای کشور رادیو فردا
- ابراهیم رئیسی؛ وارث و پاسدار «اقتصاد قهقرایی» رادیو فردا

### آمار
- چشم‌انداز تاریک سازمان برنامه و بودجه ایران از بحران بدهی: دلار ۳۰۰ هزار تومانی و دولت در آستانه ورشکستگی بی‌بی‌سی فارسی
- بررسی گزارش تحقیقی سازمان برنامه و بودجه: احتمال ورشکستگی اقتصادی ایران حتی در صورت رفع تحریم‌ها صدای آمریکا
- فایننشال‌تایمز: دولت ابراهیم رئیسی داده‌های واقعی تورم را پنهان می‌کند رادیو فردا
- گزارش‌ها از تورم «۷۰ درصدی» در ایران به‌دنبال پنهانکاری دوماهه بانک مرکزی در انتشار آمارهای رسمی رادیو فردا
- آنچه آمارهای رسمی نشان می‌دهند؛ تهدید اَبَرتورم برای اقتصاد ایران رادیو فردا
- اقتصاد ایران در سال ۱۳۹۹؛ کرونا، تحریم و تورم بی‌بی‌سی فارسی
- یک روزنامه چاپ تهران: زمان انتظار برای خرید مسکن در پایتخت «۱۰۹ سال» است خلاصه گزارش رادیو فردا از مقاله یک قرن انتظار تا خرید خانه روزنامه اقتصاد
- اقتصاد ایران در سال ۱۴۰۱؛ سال جولان فقر، رکوردشکنی قیمت‌ها و شکست‌های پیاپی دولت بی‌بی‌سی فارسی
- صندوق بین‌المللی پول: ۱۴۰۲ رشد اقتصادی ایران کاهش و بدهی دولت افزایش می‌یابد رادیو فردا
- وضعیت قرمز در اقتصاد ایران؛ رونمایی از بدهی سه هزار هزار میلیارد تومانی دولت رادیو فردا
- چشم‌انداز تاریک اقتصاد ایران در سال ۱۴۰۲؛ ترکیب دشوار تورم و رکود و بی‌پولی بی‌بی‌سی فارسی
- اقتصاد ایران به روایت پنج نمودار در پنجمین سالگرد برجام بی‌بی‌سی فارسی
- وضعیت ایران در پنجمین سالگرد خروج آمریکا از برجام؛ هر سال بدتر از پارسال رادیو فردا
- بالاترین رکورد در تاریخ جمهوری اسلامی؛ تورم در اسفندماه به ۶۴ درصد رسید رادیو فردا
- اعتراف دولت رئیسی به کسری شدید بودجه، بیکاری، گرانی و تورم دویچه وله فارسی
- اختصاصی رادیو فردا از سند «خیلی محرمانه» قرارگاه ثارالله: «جامعه در حالت انفجار زیرپوستی است» که طبق سند افشاشده، تورم واقعی اقلام پروتئینی نظیر گوشت گوسفندی ۷۰ درصد، گوشت گوساله ۱۱۳ درصد، ماهی ۱۸۸ درصد، مرغ ۱۳۸ درصد و تخم مرغ ۱۸۶ درصد است.
- بحران بنزین در ایران؛ گزارش «محرمانه» از سقوط سهمگین ذخایر استراتژیک کشور رادیو فردا
- پیش‌بینی «سال سخت» اقتصادی ایران در گزارش‌های محرمانه جمهوری اسلامی رادیو فردا
- «کاهش سن مهاجرت» در ایران؛ گزارش‌ها از مهاجرت دانش‌آموزان به کانادا و ترکیه رادیو فردا
- مهاجرت «تعداد قابل توجهی» از سازندگان مسکن از ایران به ترکیه رادیو فردا